# KATO Works
KATO Works (яп. 加藤製作所) — японська компанія, виробник мобільних підйомних кранів, екскаваторів, а також іншої будівельної техніки і промислового устаткування.
Штаб-квартира розташована в районі Сінаґава міста Токіо. Виробничі потужності розташовуються на двох заводах в Японії — у префектурах Ґумма і Ібаракі. Також є завод в провінції Цзянсу, КНР.

## Історія
Компанія веде свою історію з приватного підприємства «Kato Iron Works» (яп. 加藤 鉄 工 所), назва якого в перекладі означає «Чавуноливарний завод Като», створеного в 1895 році. Спочатку компанія за замовленням міністерства залізниць Японії займалася виробництвом локомотивів і моторних вагонів. В 1935 році компанія реорганізується в об'єднану компанію і змінює ім'я на «Kato Works Ltd.».
В 1938 році KATO Works стала виробляти підйомні крани, трактори, дорожні котки, в 1959 році налагодила випуск бурових установок і автомобільних гідравлічних кранів, з 1963 року почала виробництво дорожньої та комунальної техніки, а з 1967 стала виробляти одноківшеві гідравлічні екскаватори.
З 1970 року акції компанії представлені на Токійській фондовій біржі під номером 6390. У тому ж році KATO Works почала поставляти продукцію в Радянський Союз. У СРСР поставлялися в основному крани вантажопідйомністю від 20 до 120 тонн на самохідних спецшасі, а також гідравлічні гусеничні екскаватори. В 1986 році до будівництва Байкало-Амурської магістралі компанією в СРСР були поставлені понад 800 одиниць техніки.

## Продукція

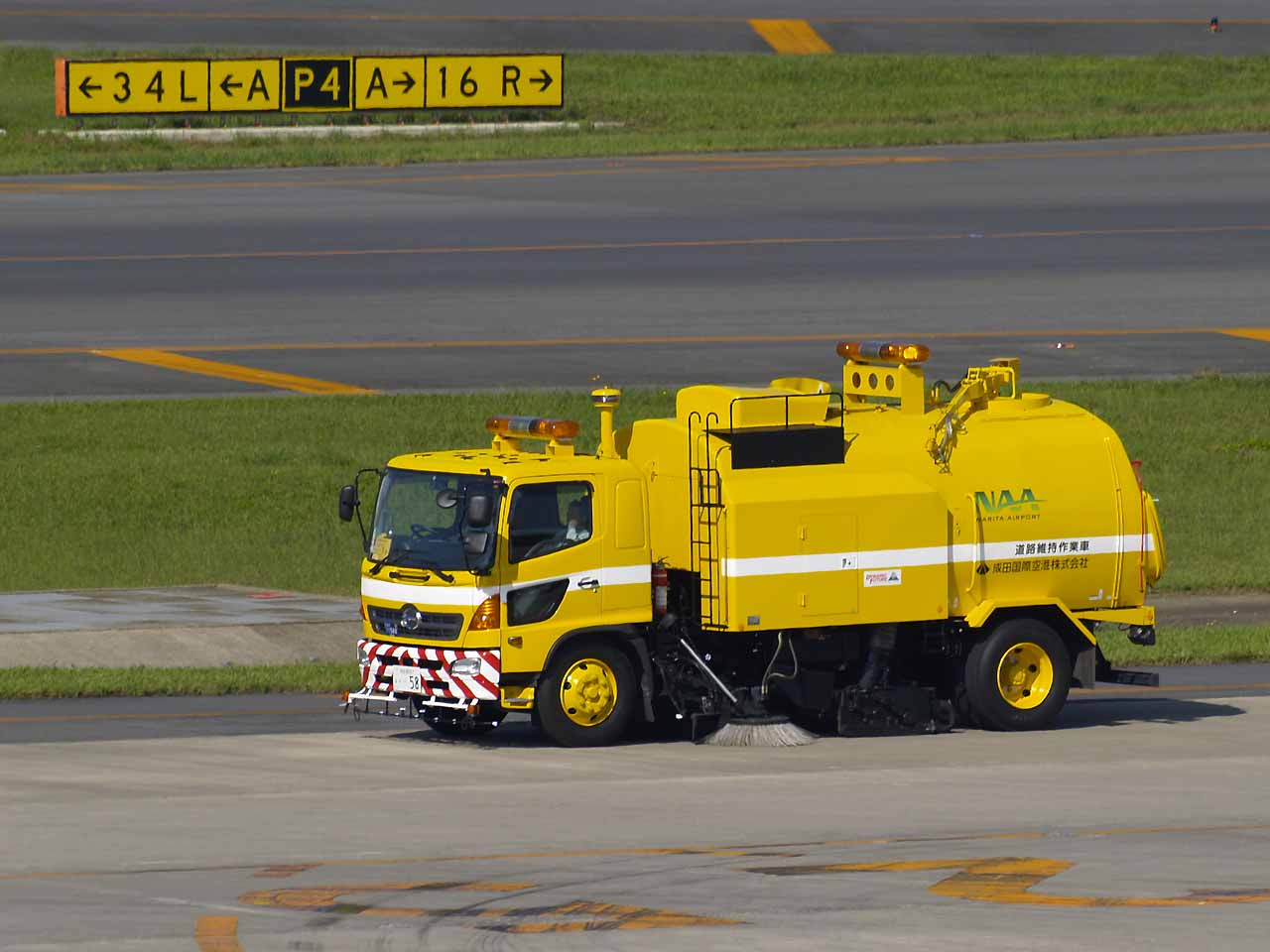
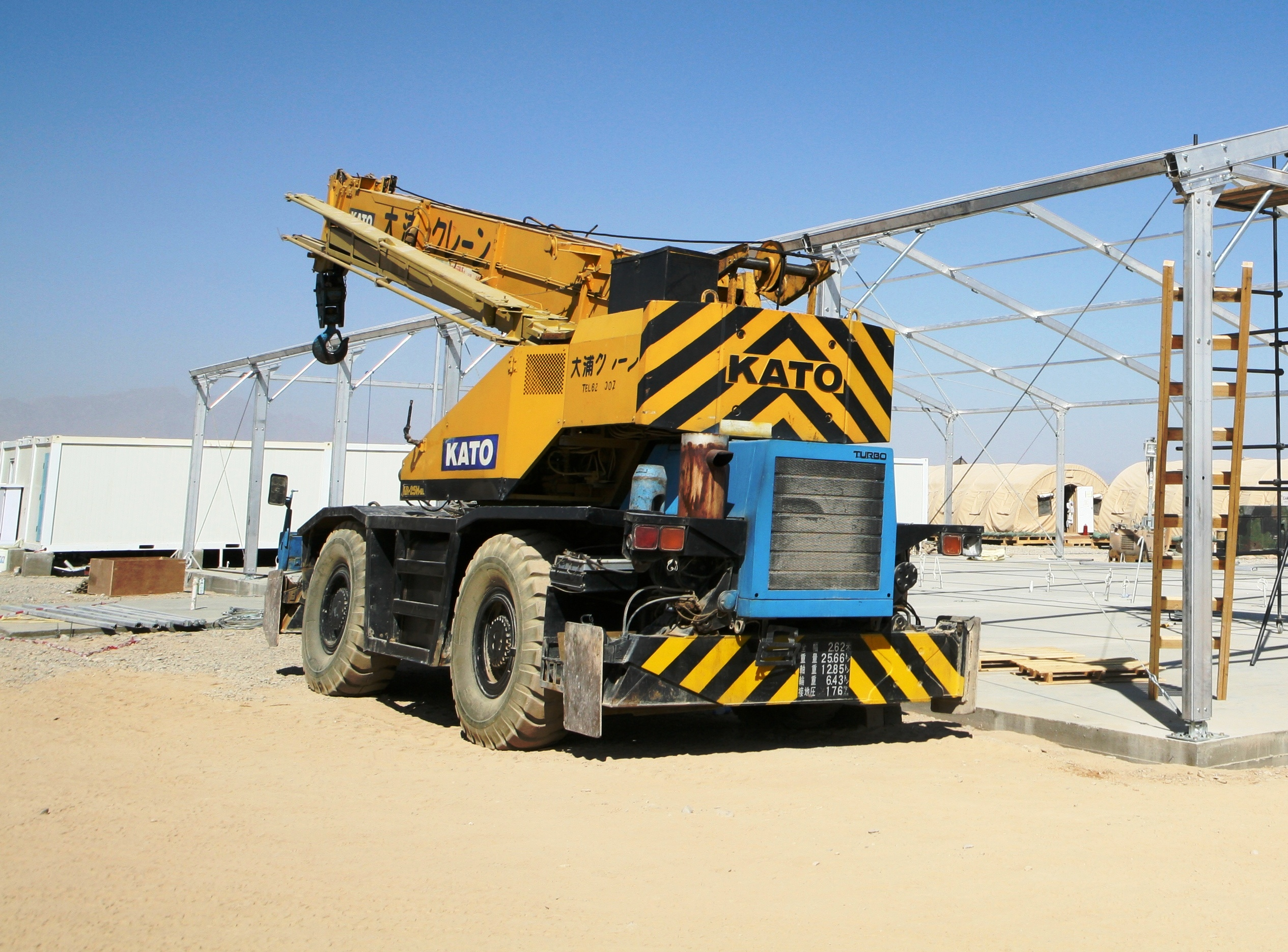
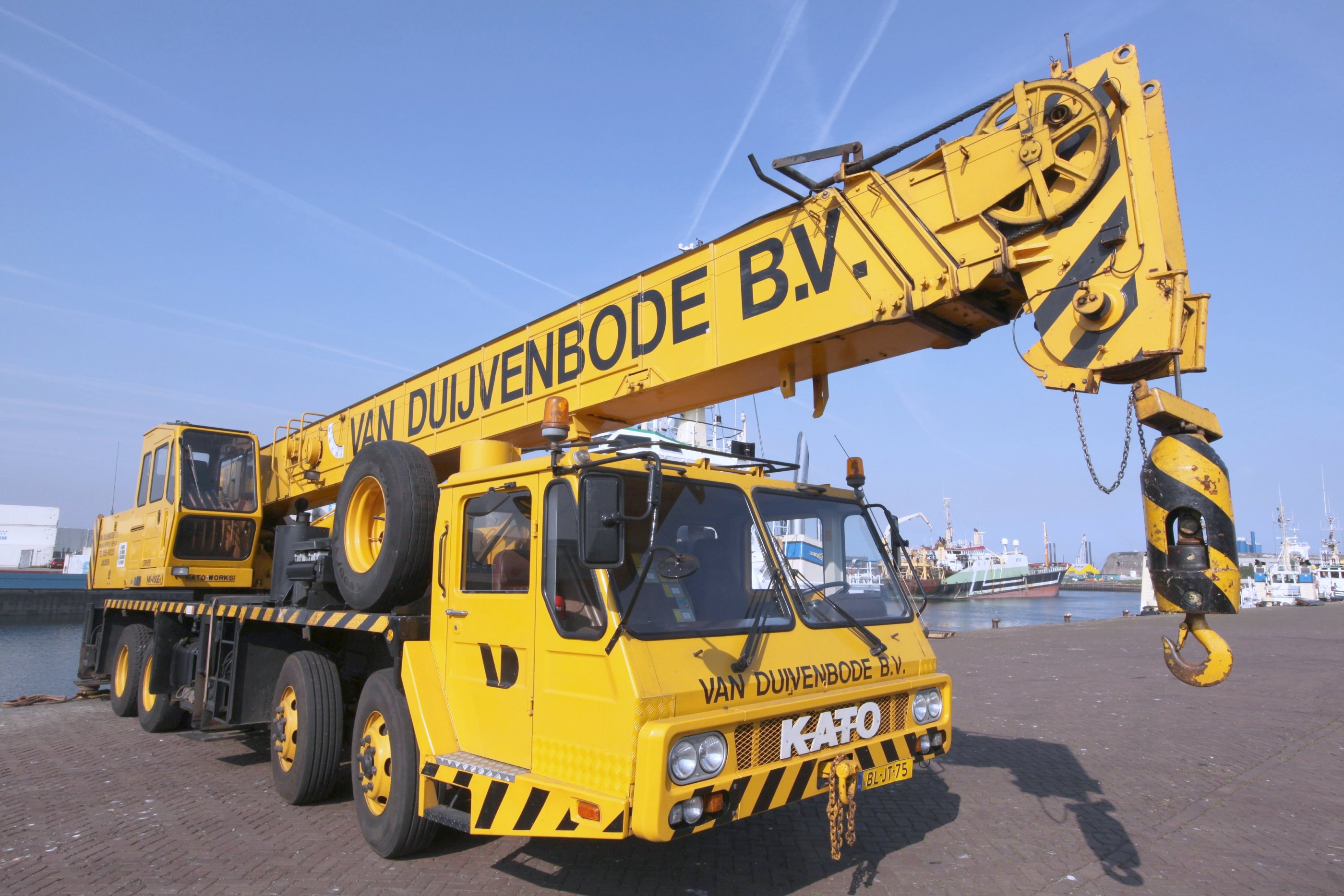
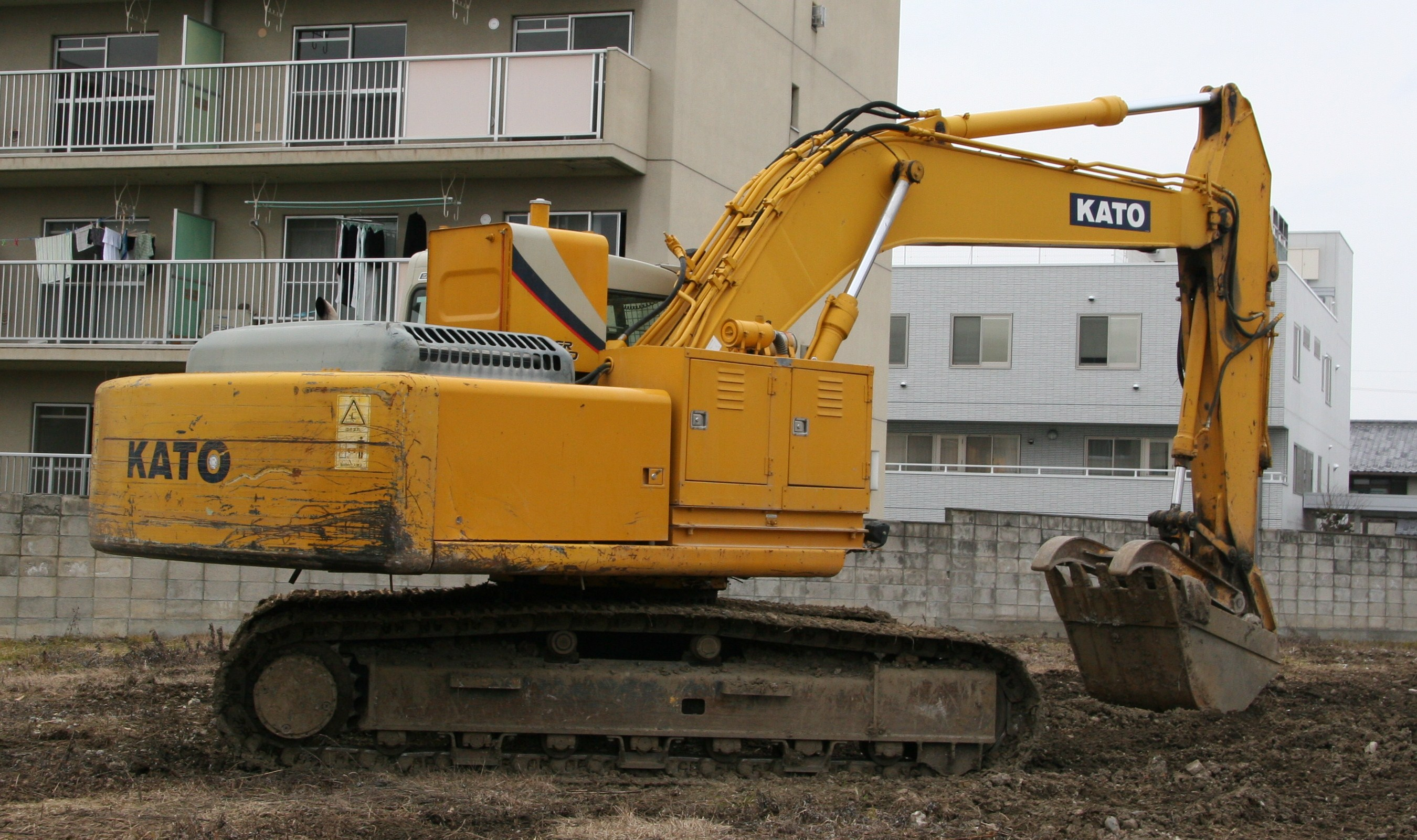
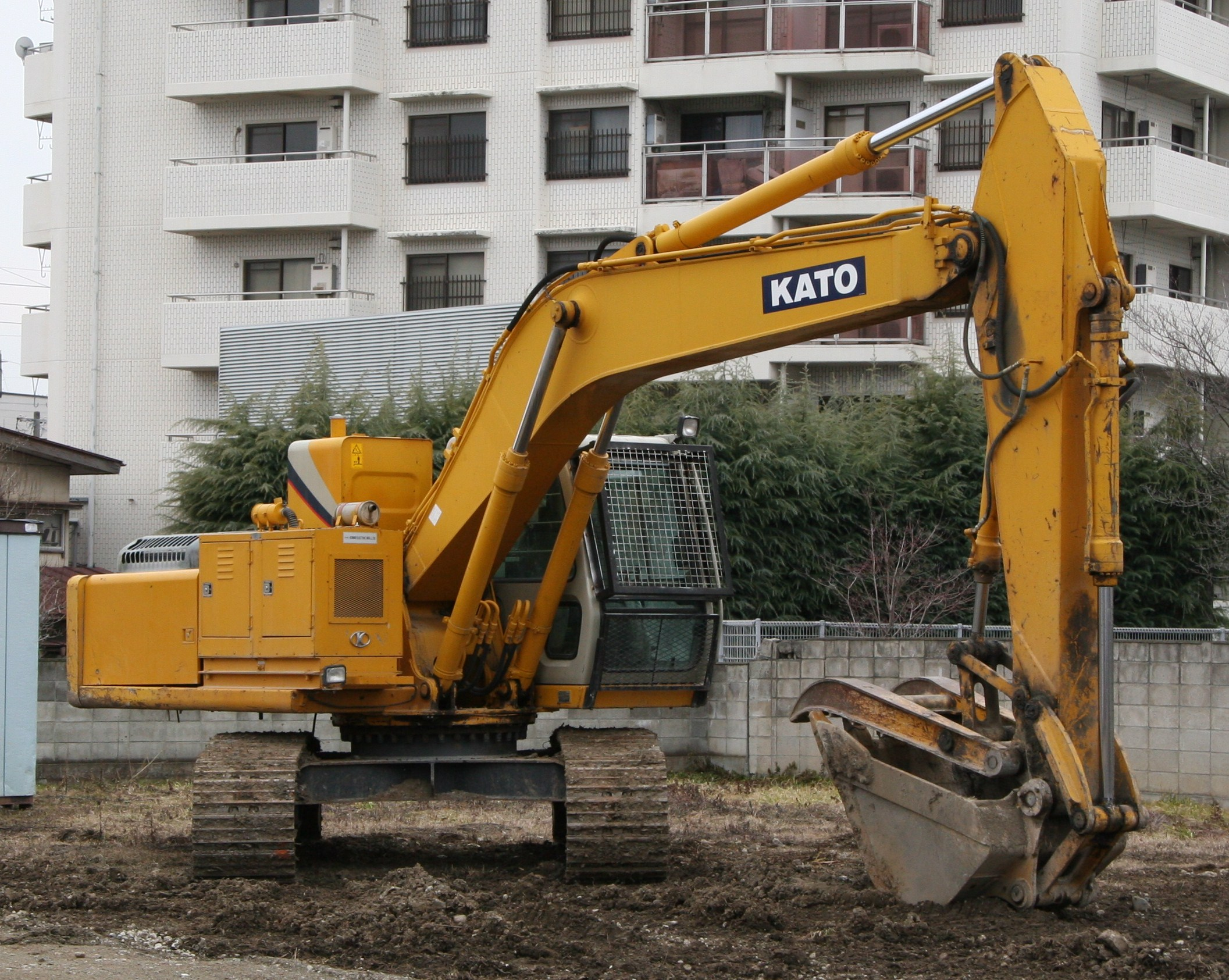
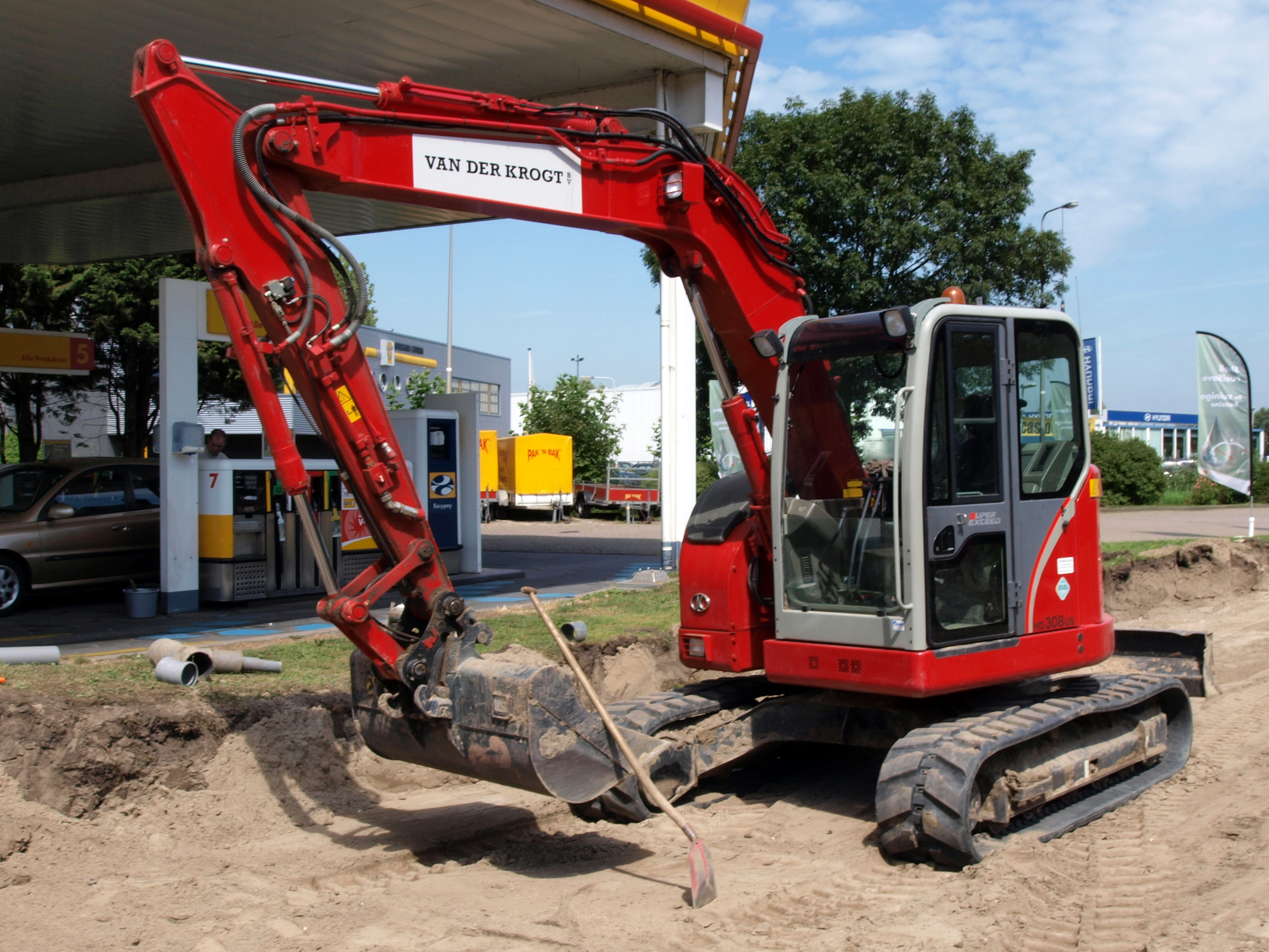
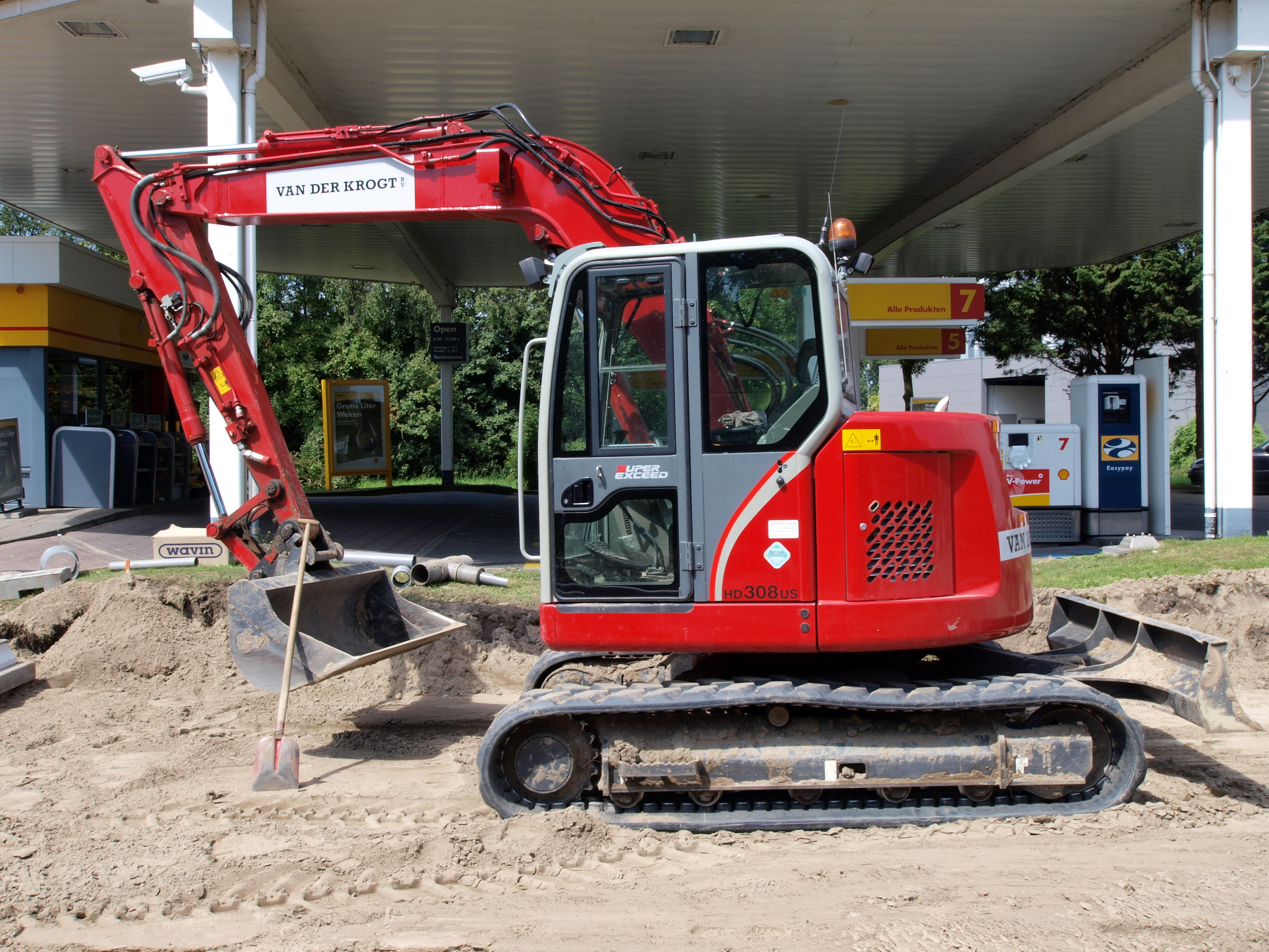
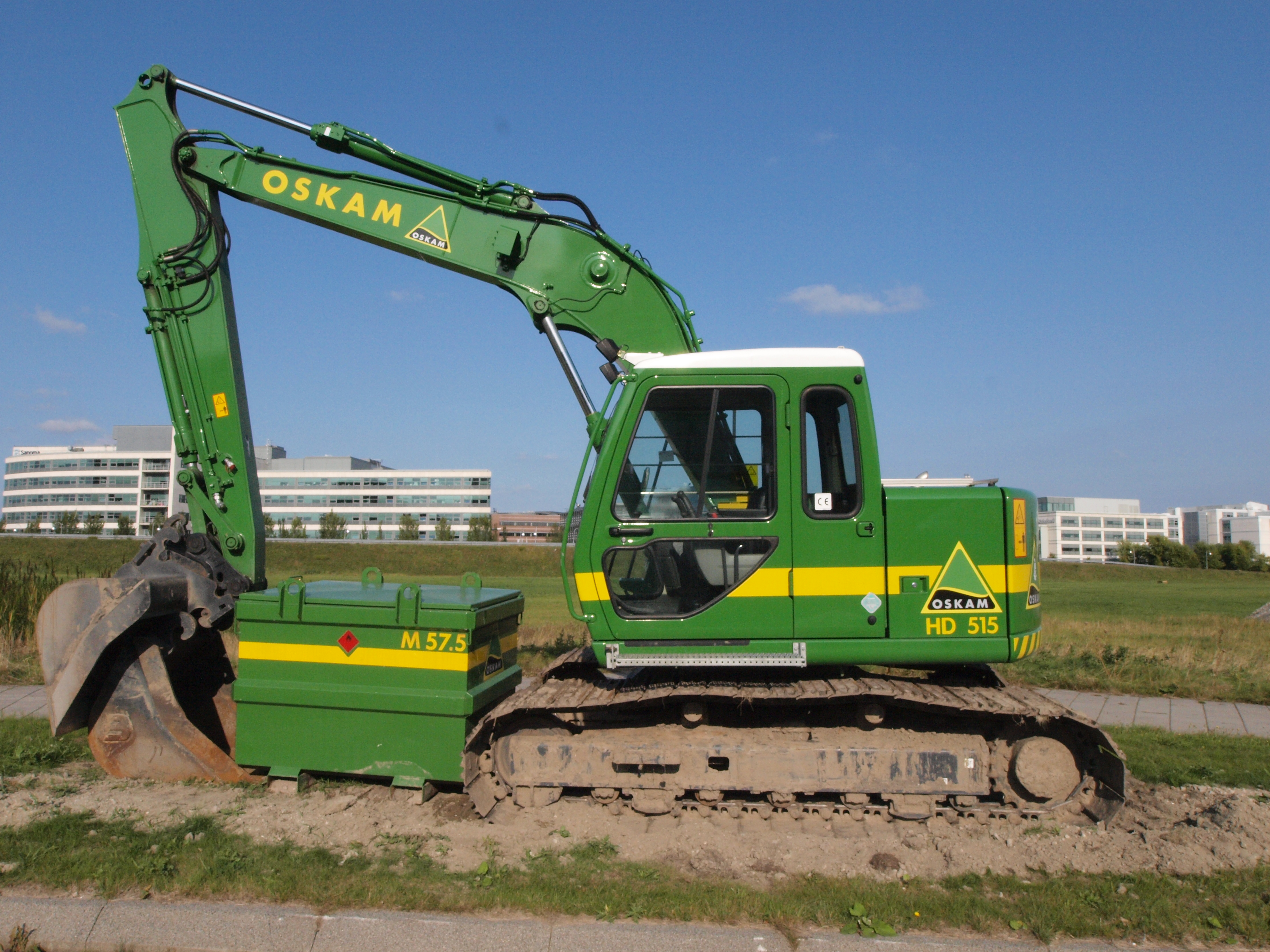
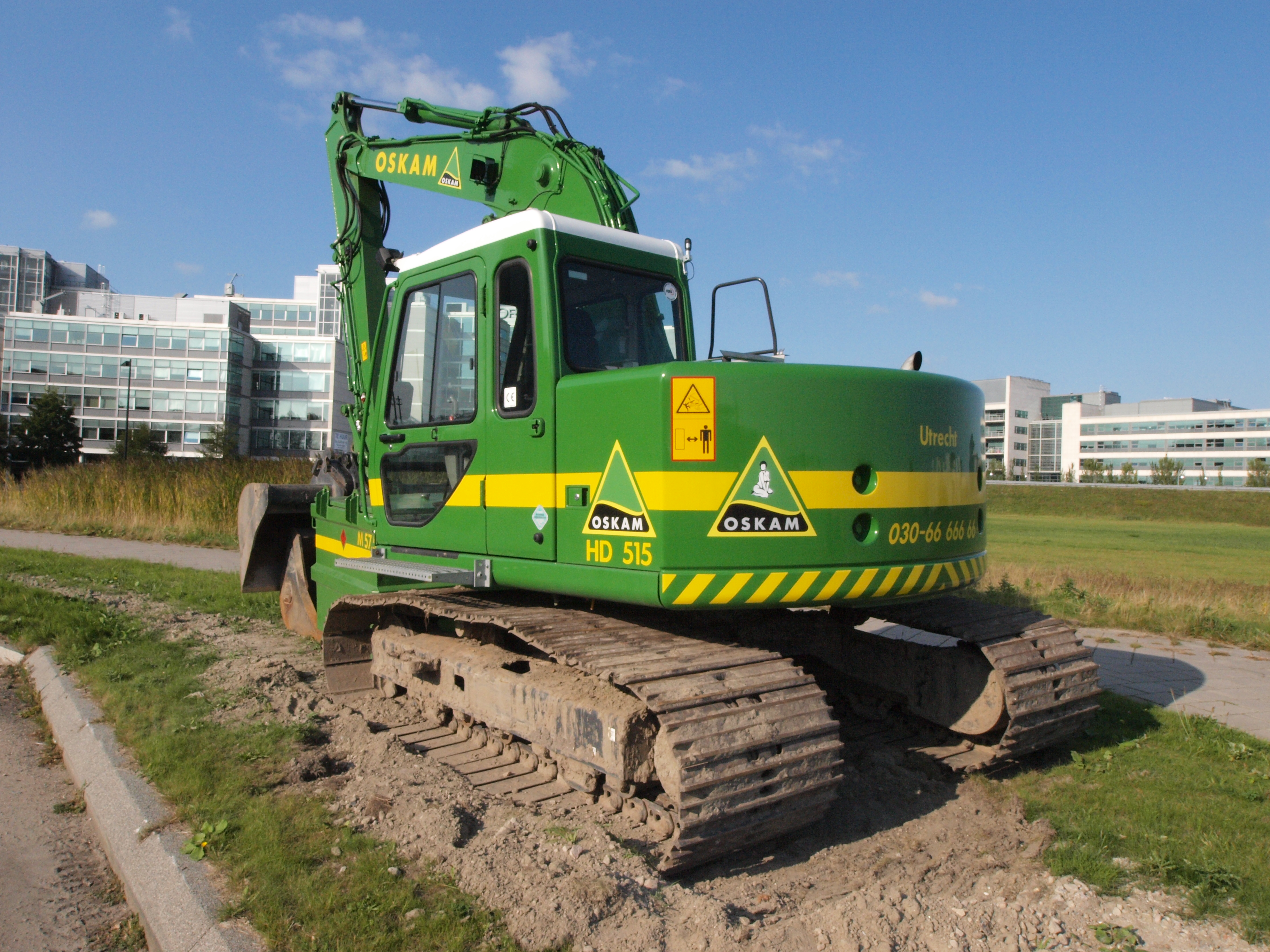
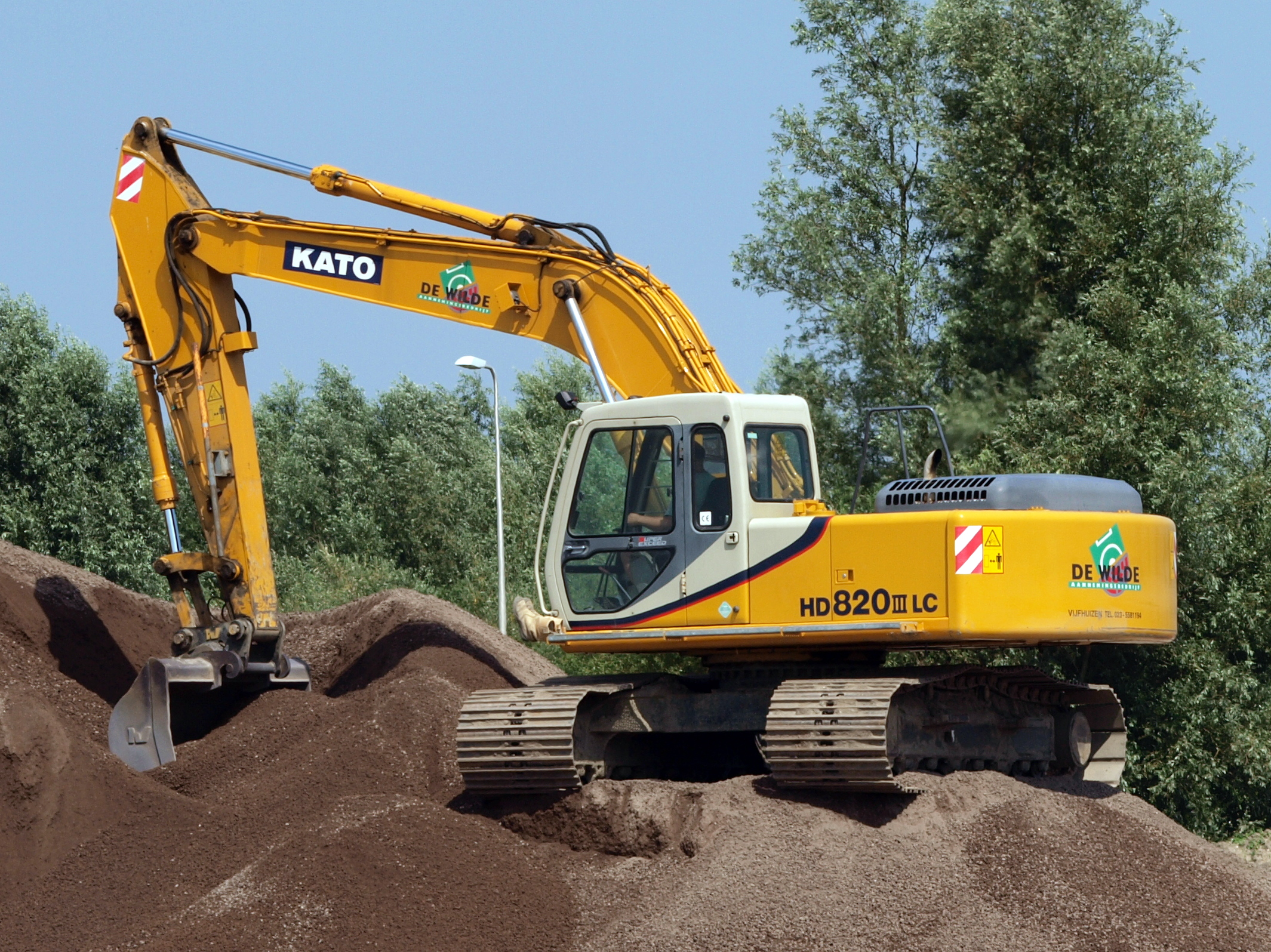
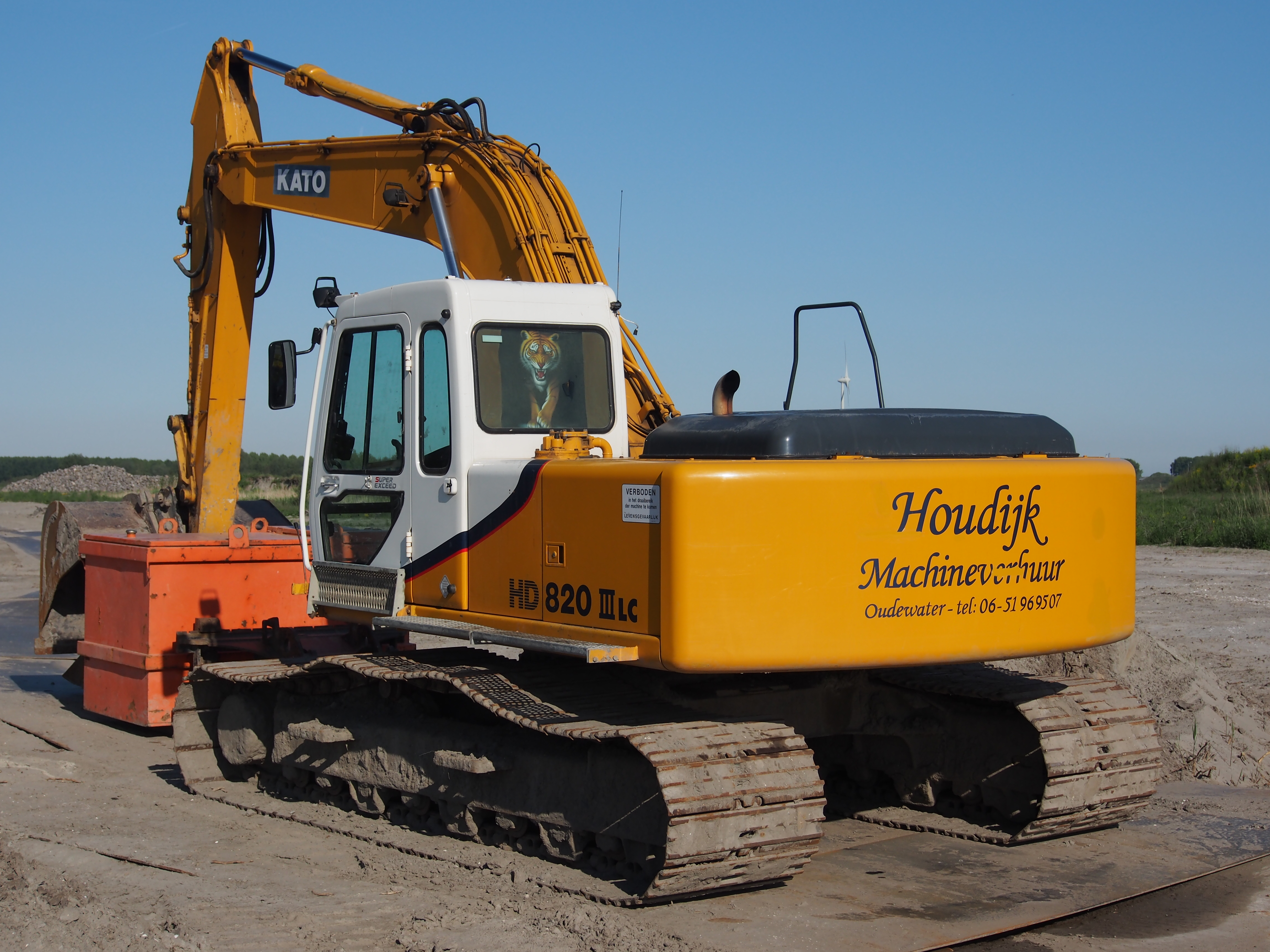
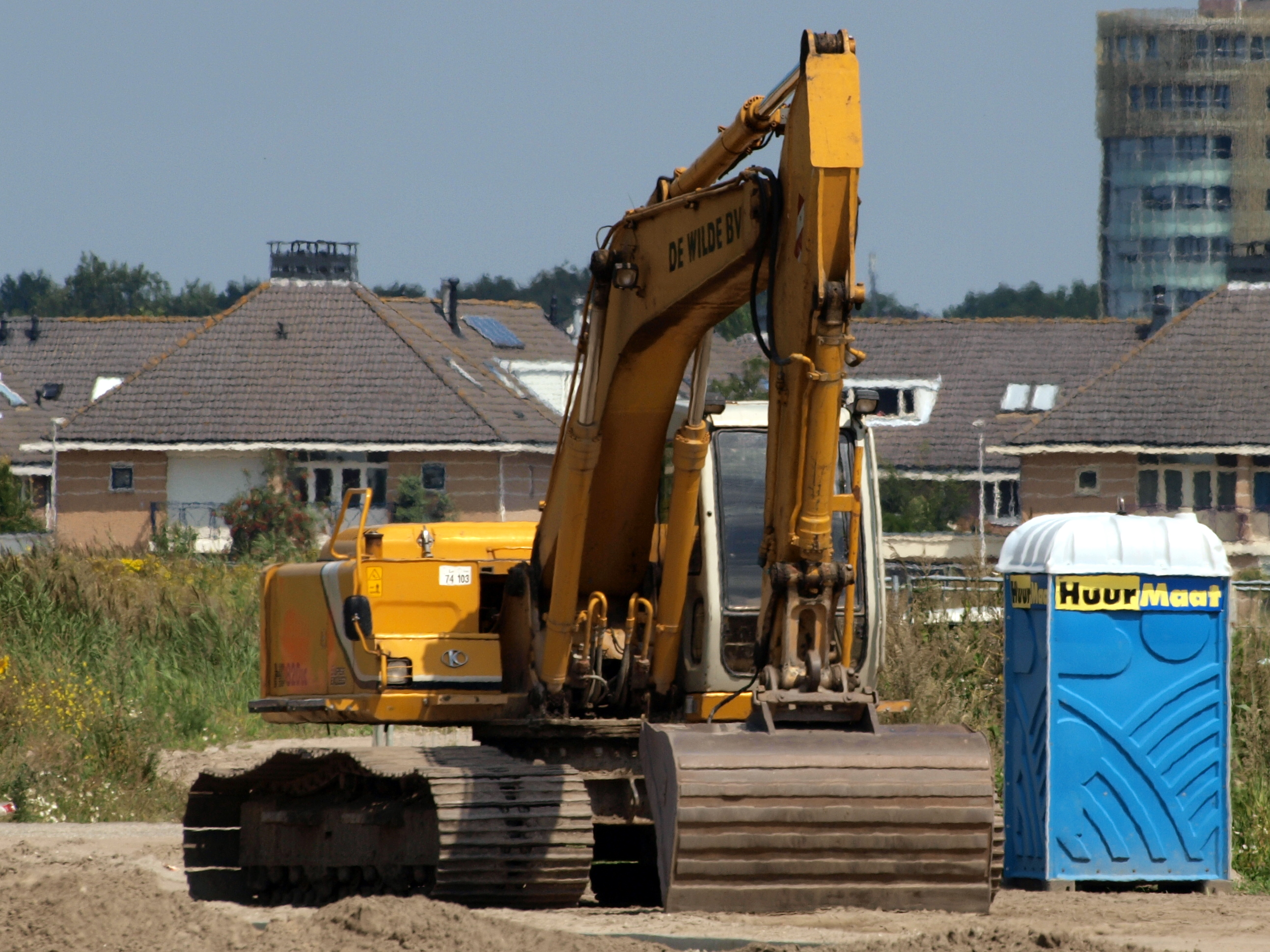
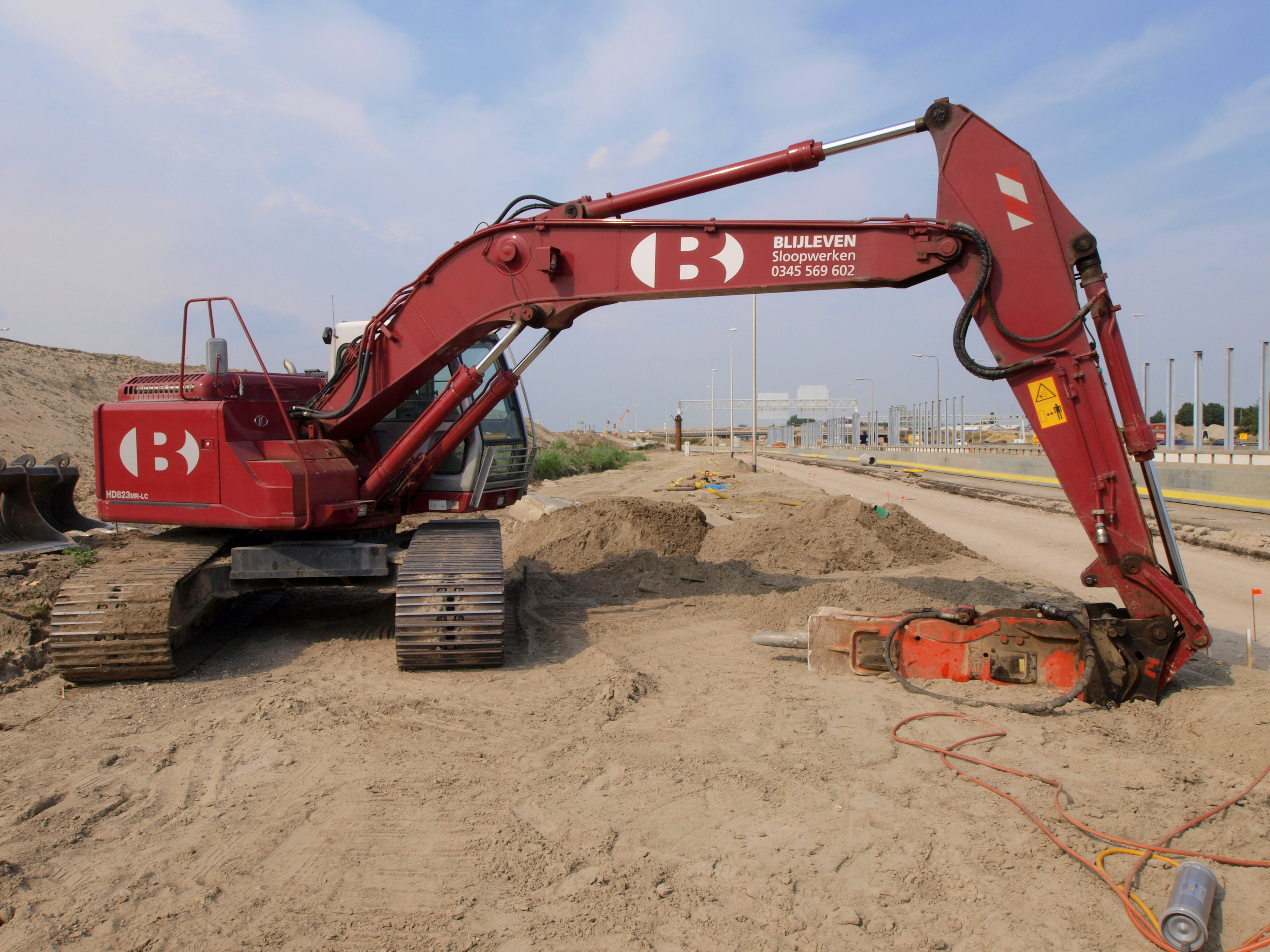
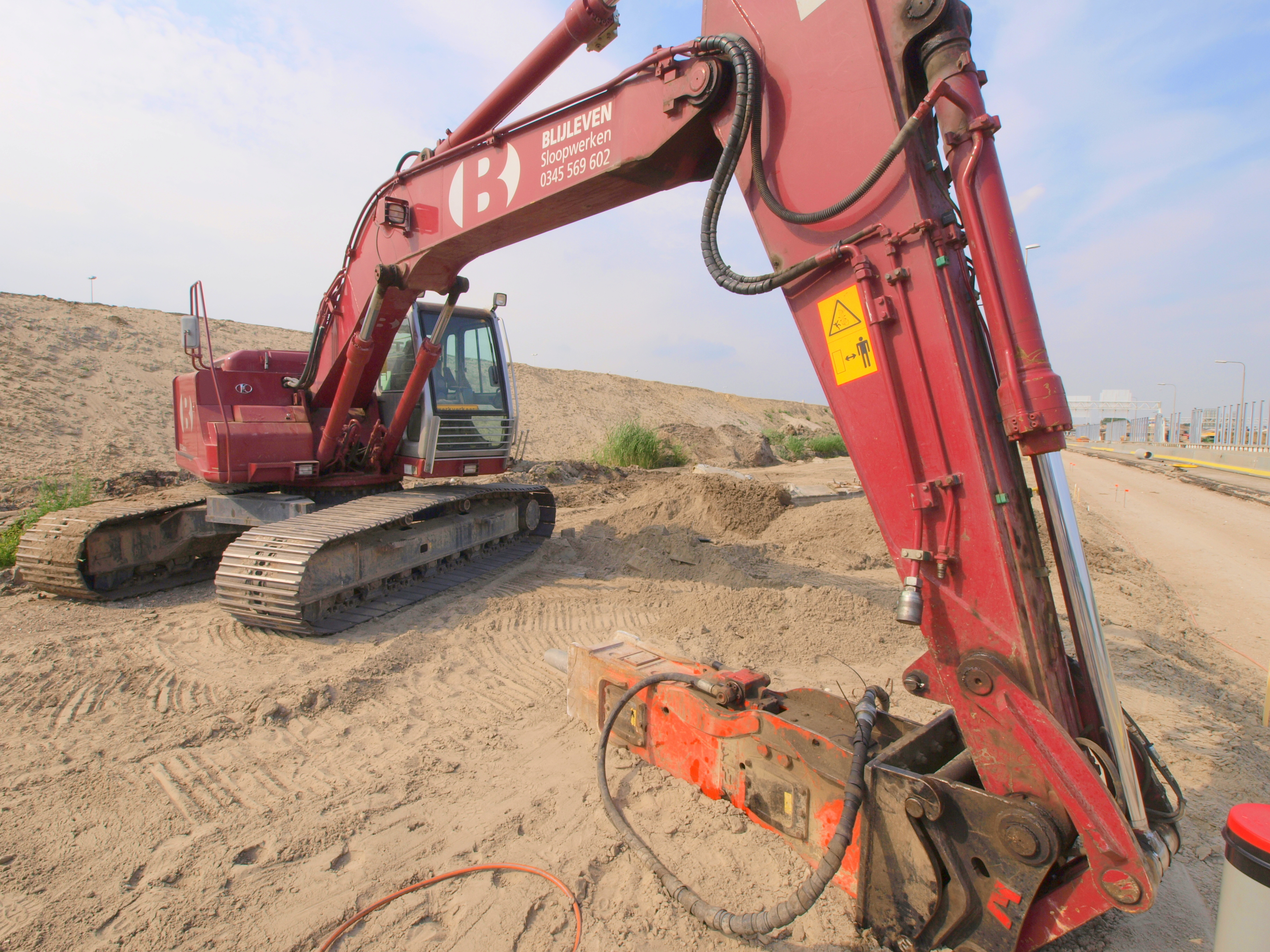
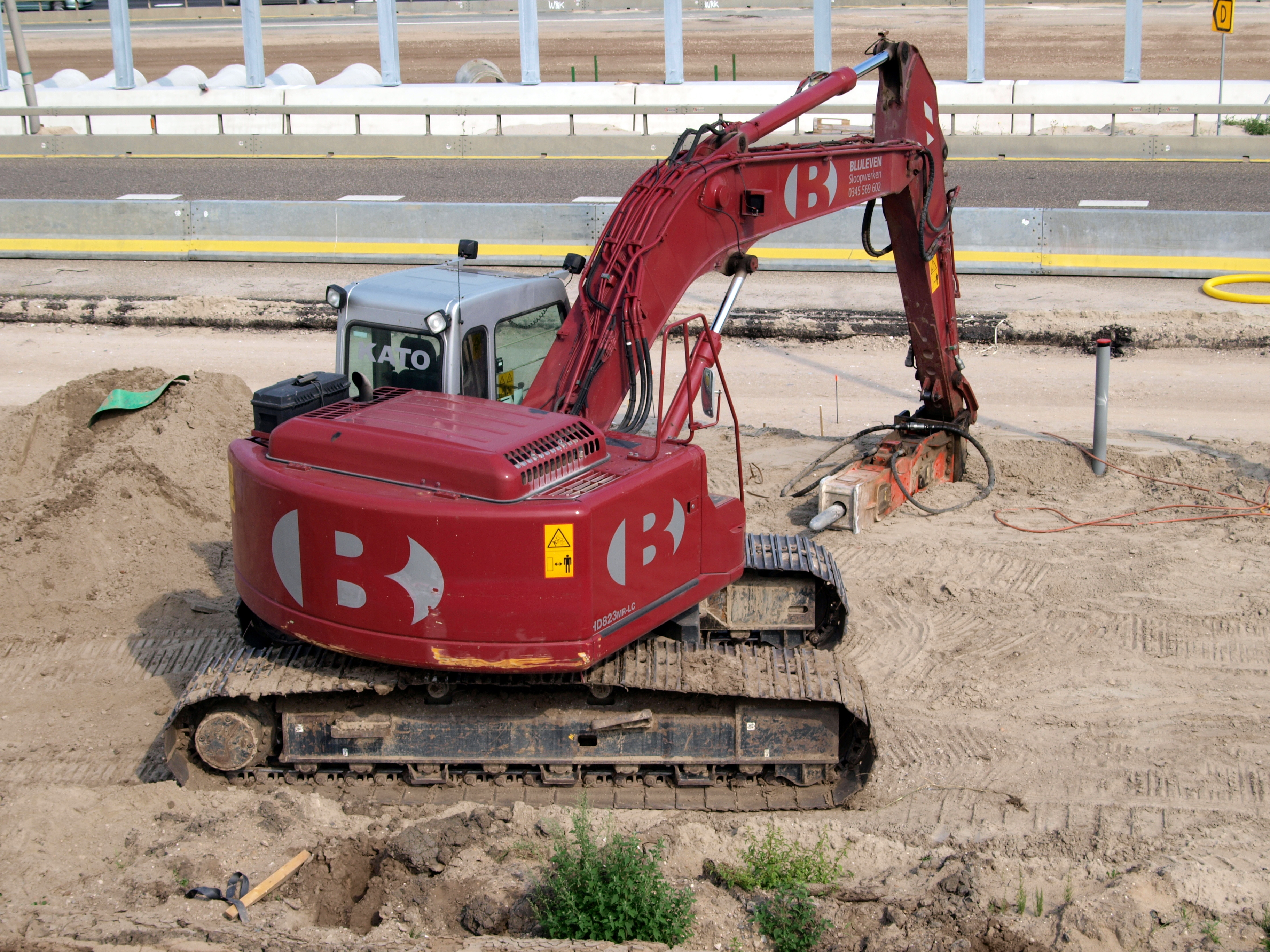